# Вальдекский дом

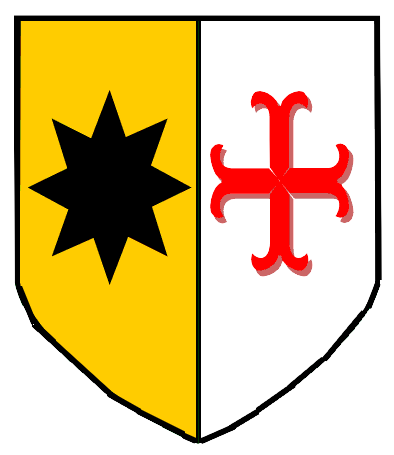
Малый герб князя

Герб князя Вальдек-Пирмонт, XIX век

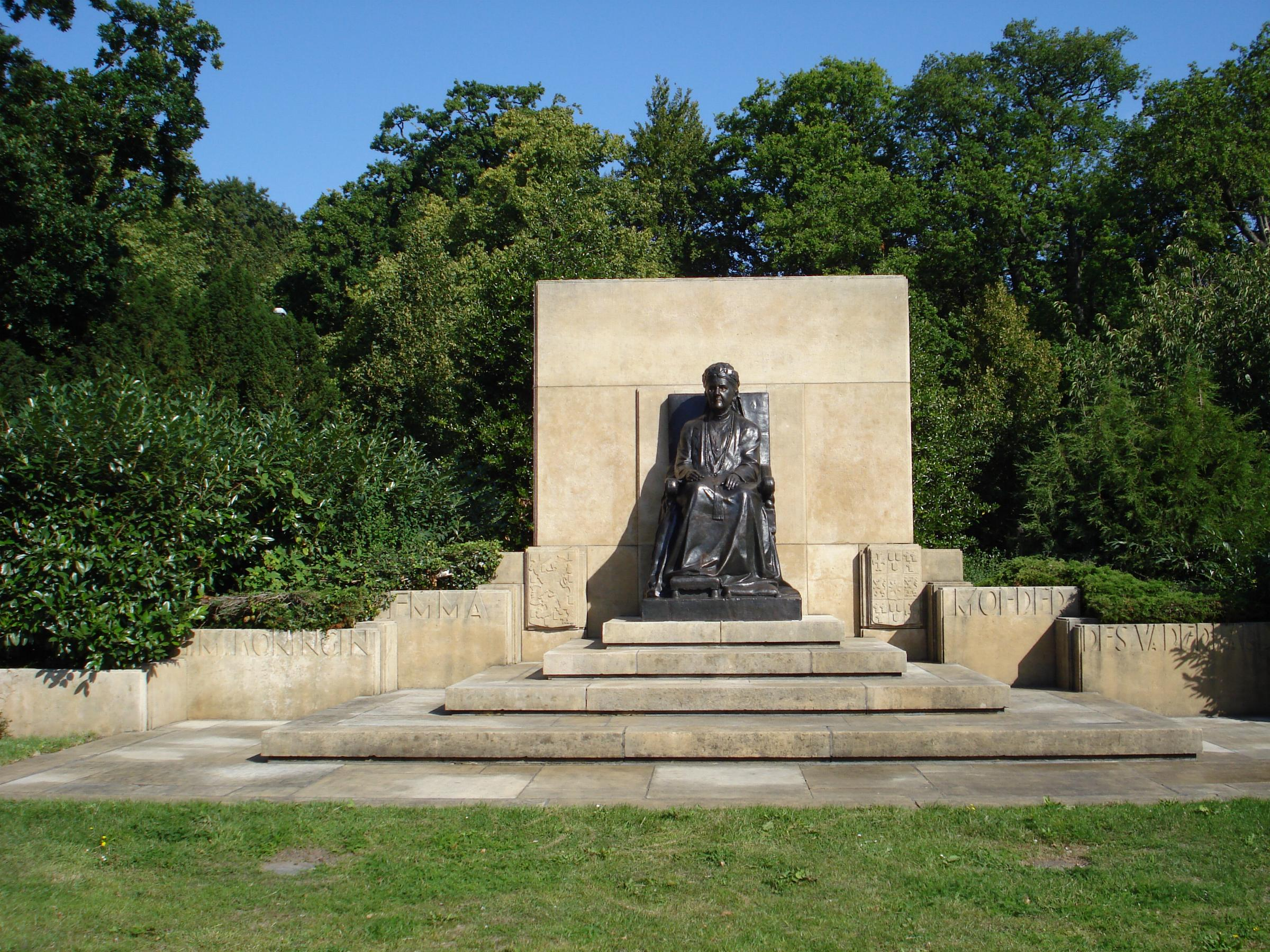
Памятник Эмме Вальдек-Пирмонтской, королеве Нидерландов

Вальдек (нем. Waldeck) — старинный вестфальский владетельный дом, представители которого правили в графствах Вальдек и Пирмонт, позже объединённых в княжество Вальдек-Пирмонт.

## История
Родоначальником Вальдекского дома считается граф Шваленберга Видекинд I (1125 — 11 июня 1136/1137 годы), племянник графа Шваленберга Фольквина I (умер 1125 году). Сын Видекинда I граф Фольквин II (1136/1137—1177/1178 годы), благодаря женитьбе на дочери графа Поппо I Рейхенбахского Луитгарде, приобрёл замок Вальдек на Эдере, после чего присоединил название земель (края) и замка к своему графскому титулу — Вальдек унд Шваленберг. Исходя из этого, именно Фольквин II считается основателем дома Вальдек.
Собственно родоначальником правителей Вальдека был граф Адольф (1214—1270 годы), владения которого оставались неразделёнными до 1307 года.
После смерти в 1397 году Генриха VI Железного, сыновья его, Адольф III и Генрих VII, основали две линии: Ландау и Вальдек, из которых первая прекратилась в 1495 году.
В 1526 году, в правление графа Филиппа IV, в Вальдеке введена Реформация, и Филипп примкнул к Шмалькальденскому союзу.
Георг Фридрих (1620— 1692 годы), граф, позже князь вальдекский, в 1672 году фельдмаршал нидерландской армии, 1681 году устроил союз имперских князей, 1682 году устроил  аугсбургское соглашение, 1686 году устроил  люксембургский договор. 
В 1625 году графы Вальдека унаследовали графство Пирмонт. Граф Фридрих-Антон-Ульрих получил от императора Карла VI титул имперского князя (1712 год).
В 1866 году имперский князь Георг (Виктор) принял сторону Прусского королевства, и в 1867 году управление княжеством фактическое перешло в руки Пруссии.
Со смертью князя Стефана в 1867 году графства Шаумбург и Гольцапфель достались принцу Георгу-Людвигу Ольденбургскому, но права его стал оспаривать князь Вальдекский, и в 1887 году право владения Шаумбургом и Гольцапфелем было признано за последним.

## Генеалогическая схема дома
- Графы Шваленберг Старшей линии
  - Графы Вальдек унд Шваленберг (после 1144—ок.1214)
    - Графы Вальдек (ок.1214—1397)
      - Графы Вальдек-Ландау Старшей линии (1397—1495)
      - Графы Вальдек-Вальдек (1397—1475)
        - Графы Вальдек-Вильдунген Старшей линии (1475—1585)
        - Графы Вальдек-Айзенберг (1475—1682), имперские князья Вальдек-Пирмонт (1682—1692)
          - Графы Вальдек-Ландау Младшей линии (1539—1597)
          - Графы Вальдек-Вильдунген Младшей линии (1607—1712), имперские князья Вальдек-Пирмонт (1712—1918)
            - Графы Вальдек-Ландау Третьей линии (1637—1668)

    - Графы Шваленберг Младшей линии (ок. 1214—1350)
      - Графы Штернберг (ок.1255—ок.1402)

  - Графы Пирмонт (1148—1494)

## Главы Вальдекского дома
- Георг Виктор[3] (нем. Georg Viktor zu Waldeck und Pyrmont; 14 января 1831, Арользен, Вальдек-Пирмонт — 12 мая 1893, Мариенбад, Богемия) — князь.
- Фридрих Адольф Герман (20.1.1865—26.5.1946), последний владетельный имперский князь Вальдек-Пирмонт с 1893 года, отрёкся от престола 13 ноября 1918 года.
- Йозиас Георг Вильгельм Адольф (13.5.1896—30.11.1967), обергруппенфюрер СС с 1936 года, князь Вальдек-Пирмонтский с 1946 года, сын князя Фридриха.
- Виттекинд Адольф Генрих Георг-Вильгельм (9.3.1936—16.12.2024), князь цу Вальдек-Пирмонт с 1967 года, сын князя Йозиаса.
- Карл-Антон Кристиан Густав Клеменс Александр (р. 31.12.1991), князь цу Вальдек-Пирмонт с 2024 года, сын князя Виттекинда.